# Casa à beira dos trilhos
Casa à beira dos trilhos é uma pintura a óleo de 1925 de Edward Hopper.

## Contexto
A casa que supostamente inspirou a pintura é uma mansão vitoriana em estilo do Segundo Império em Haverstraw, Nova York, onde ainda hoje se encontra. É relatado que a pintura influenciou a casa dos Bates em Alfred Hitchcock 's Psycho, assim como uma das casas do filme Gigante, de 1956, dirigido por George Stevens, a casa que Charles Addams criou para A Família Addams, e também a casa em Days of Heaven.
Nos anos de 1929–30, a tela foi incluída em Paintings by 19 Living Americans, a mostra inicial do Museu de Arte Moderna exclusiva para pinturas americanas. Foi adquirido pelo MoMA em 1930, uma das peças inaugurais a fazer parte do acervo da então nova instituição de arte. A obra foi doada ao MoMA pelo herdeiro da empresa de máquinas de costura Singer, colecionador de arte e filantropo Stephen Clark.